# Mouvaux
Mouvaux é uma comuna francesa situada no departamento do Norte, na região de Altos da França.
Seus habitantes são denominados Mouvallois(es).
A comunidade está situada à cerca de 9 km à nordeste de Lille e próxima de Tourcoing.